# 지평중학교
지평중학교(砥平中學校)는 대한민국 경기도 양평군 지평면 지평리에 있는 공립 중학교이다.

## 학교 연혁
- 1954년 7월 7일 : 지제중학교 설립인가(6학급)
- 1954년 11월 5일 : 제1대 배요한 교장 취임
- 1957년 3월 9일 : 제1회 졸업식
- 1966년 3월 10일 : 교명 변경(지평중학교)
- 1971년 9월 1일 : 12학급 인가
- 1997년 10월 23일 : 교사 증·개축 준공
- 2020년 3월 1일 : 제27대 유근준 교장 취임
- 2021년 1월 11일 : 제65회 졸업식(졸업생 35명, 연인원 7,299명)
- 2021년 3월 2일 : 입학식(입학생 41명)

## 참고 자료
- 지평중학교 - 한국교육학술정보원 학교알리미